# 漢詩

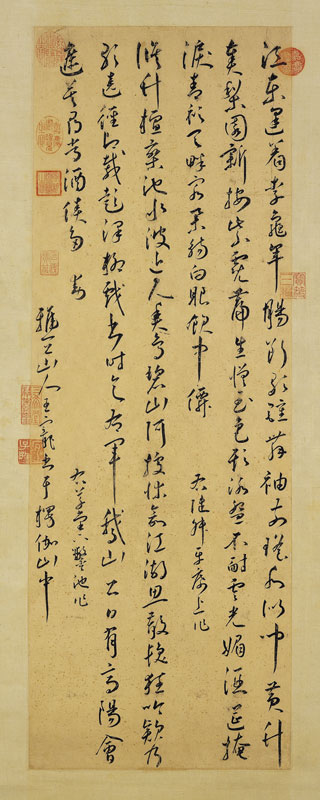
草書体で書かれた七言律詩
国立故宮博物院所蔵

漢詩（かんし）とは、中国の伝統的な詩。韻文における文体の一つ。狭義には後漢時代に確立した体系的な詩のこと。中国文化の伝来に伴い、奈良時代から日本でも詠まれるようになった。

## 歴史
漢詩の原型は周の時代に出来た。五経の1つである中国最古の詩編『詩経』300余編の作品は最も古い形の漢詩である。『詩経』には毎句3から9字の多様な形式が収められ、この形式を発展させたのが楚の時代の『楚辞』である。『楚辞』の賦の形式内容は漢代の楽府の発生を促した。漢代の楽府には、民間で流行した歌謡と文人の創作に　歌謡の二系統があり、郊廟歌、鼓水歌、相和歌に分類される。句の長短が不揃いのものは雑言詩と呼ばれる。また、魏以前に散逸した古い楽府の表題に新たな音節を加えた擬古楽府が生まれた。後に、楽府の声律を定格化し、五字および七字を一句とする詩が生まれた。高祖の大風歌が七言詩の先鞭とされる。
五言詩、七言詩は三国時代の魏の武帝曹操、文帝曹丕、建安の曹植、阮籍、三張（張載、張協、張亢）、二陸（陸機、陸雲）、両潘（潘岳、潘尼）を経て、老荘的な自然主義の謝霊雲や山水派の陶淵明に継承された。この頃、沈約や竟陵派の王融による声律研究が行われ、上宮体、四傑体と称する駢麗体の詩風が生まれた。こういった詩は沈佺期や宋之問といった近体の声律の基礎となり、近体詩（律詩、絶句）は盛唐の李白・杜甫によって完成された。一方、散文的手法を求めた険怪派の韓愈などは通俗性と写実性を求め、晩唐の白居易のような功利派の詩を生み出した。白居易（楽天）の新楽府は、李賀などの唯美派の作風に影響を及ぼした。
唐代の詩のことを唐詩と呼び、唐詩を更に初唐、盛唐、中唐、晩唐と区分けされるようになった。特に盛唐の李白、杜甫の詩は後世「詩は必ず盛唐」と呼ばれるように、模範とされた。日本の江戸時代に流行した唐詩選や、中国清代に流行した唐詩三百首等、唐詩の傑作選は広く東アジアで読まれている。
宋の神宗の元祐年間になると漢詩が流行し、江西派と南渡派が出現したが、詩よりも詞が流行した。李中主と李後主によって開かれた文運を受けて、北宋では晏殊、欧陽脩、黄庭堅、蘇東坡などが出現し、南宋では詞に散文的要素が加わり、辛稼軒などの通俗派の詞が生じた。
明の時代に入ると、高啓などの北郭の十子、唐粛らの会稽の二粛、趙介など南園の五子、林鴻らの十子、前七子・後七子などが出て、復古主義を主張した。特に、王世貞の復古的作風は文壇の主流となった。
清の時代に入ると、江左の三家（銭謙益・呉偉業・襲鼎孳）に続いて、神韻派（王漁洋）、浙西派、格調派（沈徳潜）、性霊派（袁枚）の詩人が登場した。
現代中国でも漢詩人は少なからずおり、魯迅、毛沢東等、日本の市販の漢詩集にも採られている詩人は多い。

## 形式
| 古体詩 | 唐以前に作られた漢詩の全てと唐以後に作られた古い形式の漢詩で、明確な定型がなく句法や平仄、韻律は自由である。                                                                                             |
| 近体詩 | 唐以後に定められた新しいスタイルに則って詠まれた漢詩で、句法や平仄、韻律（平水韻）に厳格なルールが存在する。 句数・1句の字数から五言絶句・七言絶句・五言律詩・七言律詩・五言排律・七言排律に分類される。 |

## 各国の漢詩

### 日本
漢詩は中国文学の中で生まれたが、中華文明の伝来に伴い日本でも作られるようになった。
751年には日本におけるごく初期の漢詩集として『懐風藻』が編纂された。9世紀には、814年『凌雲集』818年『文華秀麗集』827年『経国集』と三つの勅撰集が編まれた。その後905年に『古今和歌集』が編纂されるまで、和歌は日本文学の中で漢詩と対等な位置を得られなかった。平安時代の物語などでは、「詩」と単に書けば漢詩を意味し「からうた」と訓まれた。その後も漢詩文の影響は強く『和漢朗詠集』にも数多く作品が収められており、白居易は特に好まれた。平安期の代表詩人には、空海、島田忠臣、菅原道真らがいる。
その後、鎌倉室町期には、禅林に「五山文学」が花開いた。代表詩人には義堂周信、絶海中津があり、一休宗純には『狂雲集』がある。
日本漢詩の頂点は、江戸期から明治初期にかけての時期であり、朱子学を背景に「文人」と呼ばれる詩人たちを多く輩出した。江戸前期の石川丈山、元政（日政）らの後、江戸中期には荻生徂徠の門人たちが派手な唐詩風で活躍し、江戸後期には菅茶山らの落ち着いた宋詩風が愛された。また、頼山陽の詩は今日も広く詩吟として愛吟されている。幕末には島津久光や伊達宗賢などが名人として知られている。20世紀以降は急速に衰退したが、大正天皇や夏目漱石、森鷗外、中島敦ら漢学教育を受けた文化人は漢詩をたしなんだ。
現在でも自作の漢詩集を著している陳舜臣等、漢詩創作の愛好家は存在しており、月刊誌大法輪では読者の投稿した漢詩が毎号掲載されている。また、自らは創らないのものの、書道の世界において漢詩は、「読むもの」または「見るもの」として、基礎的な教養の一部となっている。また、学校教育でも、漢詩にふれることが多い。
ただし、明治期以降に日本で創作された漢詩は、中国語での発音を考慮していないため、韻律が本場中国の基準からすると破格であり、漢詩として評価されないものが多いと言われる。これは、江戸期以前、漢詩を学ぶということは、当然に漢字毎の音韻を学び、漢詩の平仄にあった作詩をすることであったのに対して、明治期以降の日本の漢文学習では、日常の使用と無関係になった音韻の学習が軽視され、訓読が重視されたことが原因である。しかしながら夏目漱石の漢文は中国語で吟じられても美しいとされ、それを録音したCDが販売された事もある。

### 韓国、越南（ベトナム）
朝鮮、ベトナム（越南）でも、日本同様中華文明の伝来と共に漢詩が作られた。しかし近代に至り、朝鮮、ベトナムで漢字が廃止されたため、一般民衆への漢字の浸透が弱まり、漢詩文学の伝統は大きな危機にさらされている。
越南語は、声調と反り舌音を有しているため、中古音の音韻体系を朝鮮語や日本語よりも正確に移入できた面がある。古典中国語を越南漢字音で直読しても意味が通るのは、南方漢語と共通する。これは声調も反り舌音もない日本や朝鮮の漢字音では不可能なことであった。